# جون كانيكو
جون كانيكو (باليابانية: 金子潤) هو فنان ياباني، ولد في 1 يوليو 1942 في ناغويا في اليابان.

## وصلات خارجية
- الموقع الرسمي